# Khady Thiam
Khady Thiam (Dakar, 1952, París, 1999) fue una actriz senegalesa, esposa del escritor y director de origen guineano Saïdou Bokoum.

## Carrera
Exalumna de la École des Arts de Dakar y actriz de la compañía de teatro de Daniel Sorano, Thiam se formó en el Conservatorio Nacional de Arte Dramático (promoción 1975) en París. De 1971 a 1983 apareció en varias obras de teatro y películas, de las cuales destacan:
- en 1971, Béatrice du Congo de Bernard Dadié
- en 1972, Santé publique de Peter Nichols
- en 1982, Paris-Saint-Lazare de Marco Pico
- en 1983, Banzaï de Claude Zidi
- en 1983, Dans la citadelle de Peter Kassovitz